# سیدنام (شهرستان فرانت‌ناک، انتاریو)
سیدنام (به انگلیسی: Sydenham) یک منطقهٔ مسکونی در کانادا است که در شهرستان فرونتناک واقع شده‌است.
سیدنام ۷۰–۱۱۰ متر بالاتر از سطح دریا واقع شده‌است.